# Новомихайловка (Софиевский район)
Новомихайловка (укр. Новомихайлівка) — село, Ордо-Василевский сельский совет, Софиевский район, Днепропетровская область, Украина.
Код КОАТУУ — 1225286608. Население по переписи 2001 года составляло 28 человек.

## Географическое положение
Село Новомихайловка находится на левом берегу реки Демурина, выше по течению на расстоянии в 3 км расположено село Демурино-Варваровка (Пятихатский район), ниже по течению на расстоянии в 0,5 км расположено село Райполе.